# Mysłów (województwo śląskie)
Mysłów – wieś w Polsce położona w województwie śląskim, w powiecie myszkowskim, w gminie Koziegłowy.

## Historia
Nazwę miejscowości wymienia w latach (1470–1480) Jan Długosz w księdze Liber beneficiorum dioecesis Cracoviensis. W czasach Długosza wieś liczyła 27 łanów, a dziedzicem był Jan Koziegłowski.
Miejscowość jako wieś i kolonię leżącą w powiecie będzińskim pod koniec XIX wieku wymienia Słownik geograficzny Królestwa Polskiego. Liczyła ona wówczas 620 morg całkowitej powierzchni. W 1827 roku było w niej 65 domów oraz 401 mieszkańców. W 1885 roku miała ona 64 domy, w których mieszkało 650 mieszkańców. Pod koniec XIX wieku folwark znajdujący się we wsi został rozdzielony na kilka drobnych części.
3 września 1939 podczas inwazji Niemiec na Polskę, doszło we wsi do zbrodni dokonanej na cywilnych mieszkańcach. Wojsko niemieckie otoczyło wieś i strzelało do każdego kto uciekał. Innych wpędzono do piwnic gdzie w wyniku podpalania udusili się lub ulegli spaleniu. Wśród ofiar były kobiety i dzieci. Ogółem 22 osoby spalono żywcem, w tym dziesięcioro dzieci.
W latach 1975–1998 miejscowość administracyjnie należała do województwa częstochowskiego.
W lesie na południe od wsi znajduje się rezerwat przyrody Cisy w Hucie Starej.